# Sia (zangeres)
Sia Kate Isobelle Furler (Adelaide (Zuid-Australië), 18 december 1975) is een Australische popzangeres en tekstschrijver.

## Biografie

### 1975–1997: Jeugd en begin loopbaan
Furler werd geboren op 18 december 1975 in Adelaide (Australië). Haar vader, Phil Colson, is een musicus en haar moeder, Loene Furler, een kunstdocent. Als kind deed ze artiesten als Aretha Franklin, Stevie Wonder en Sting na, die ze later als eerste inspiratiebronnen benoemde. Midden 1990 begon ze haar muzikale carrière bij de lokale acid jazzband Crisp. Ze zong op het album Word and the Deal (1995) en op de EP Delirium (1997). In 1997 ging de band uit elkaar en bracht Sia haar eerste solo-album uit, OnlySee. Van het album werden 1.200 stuks verkocht, het was het enige album dat Sia uitbracht onder haar volledige naam (Sia Furler).

### 1997–2006: Zero 7,Healing Is DifficultenColour the Small One

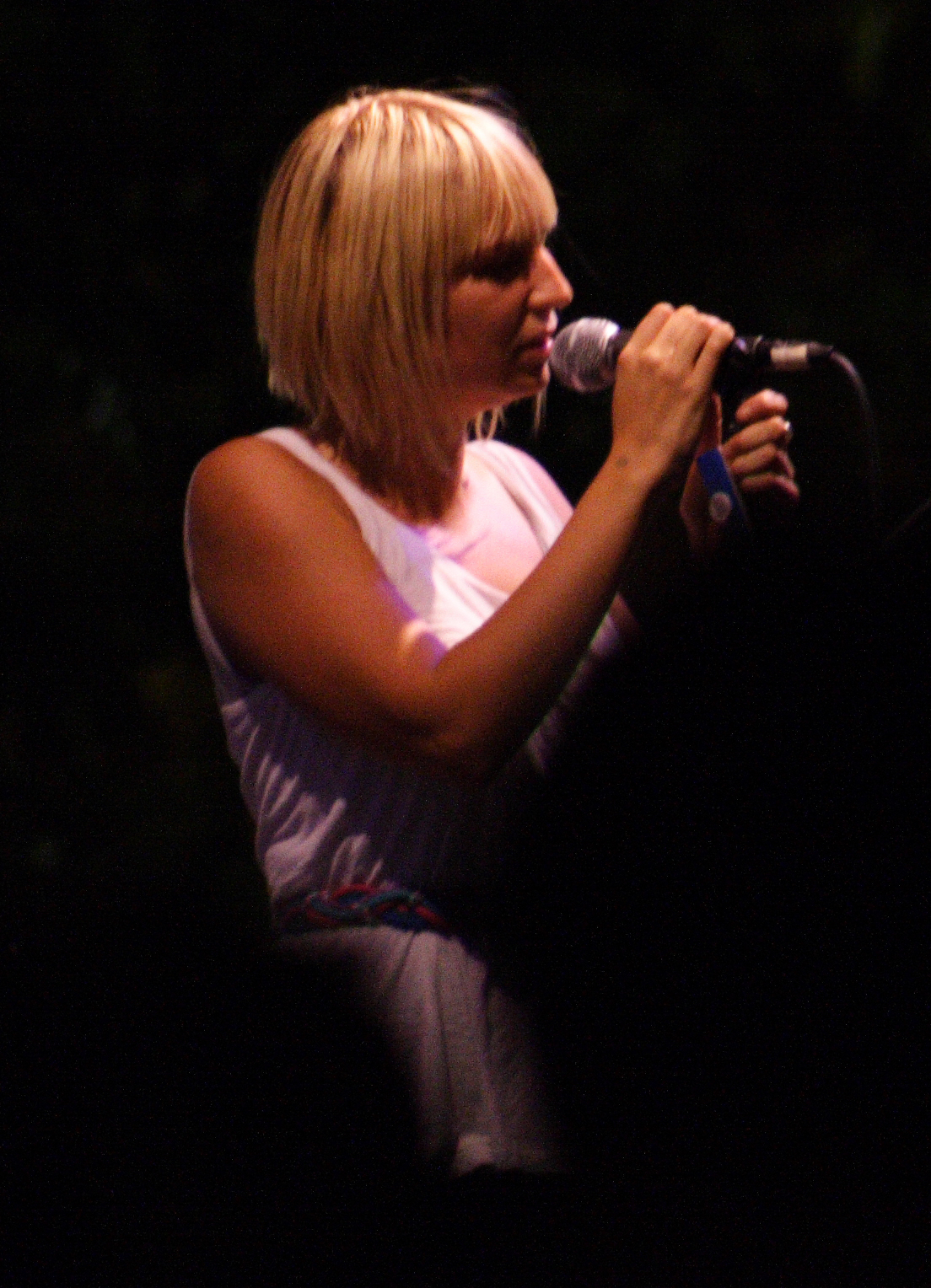
Sia tijdens een concert in 2006

Nadat Crisp in 1997 uit elkaar ging verhuisde Sia naar Londen. Hier trad ze op als achtergrondzangeres voor de Britse band Jamiroquai. Ook zong ze de lead op de eerste drie studioalbums van de Britse band Zero 7 en ging ze op tour met de band. 
In 2000 tekende Sia een contract met Sony Music's sublabel Dance Pool en bracht hier haar eerste single uit; Taken for Granted. Dit nummer eindigde op plek 10 van de UK Singles Chart. In 2001 bracht ze haar tweede soloalbum uit, Healing is Difficult. Het album was een mix van retro jazz en soul en tekstueel werd ingegaan op Sia's omgang met de dood van haar eerste liefde. Ontevreden over de promotie van het album ontsloeg Sia haar manager en verliet Sony. Ze tekende een nieuw contract bij Go! Beat, een dochteronderneming van de Universal Music Group. Tijdens de Australische APRA Music Awards van 2002 won Sia Breakthrough Songwriter. 
In 2004 bracht Sia haar derde studioalbum uit; Colour the Small One, dat vier singles kreeg waaronder Don't Bring me Down en Breathe Me, die beide op nummer 1 kwamen in het Verenigd Koninkrijk, Denemarken en Frankrijk. Wederom ontevreden met de marketing van het albums en het niet aanslaan bij het grote publiek verhuisde Sia naar New York in 2005. Tijdens die periode verscheen Breathe Me in de laatste scene van de Amerikaanse televisieserie Six Feet Under wat Sia's bekendheid in de Verenigde Staten een boost gaf. Sia's manager David Enthoven zorgde voor een tour door het land om haar carrière te behouden.

### 2007–2010:Some People Have Real ProblemsenWe Are Born

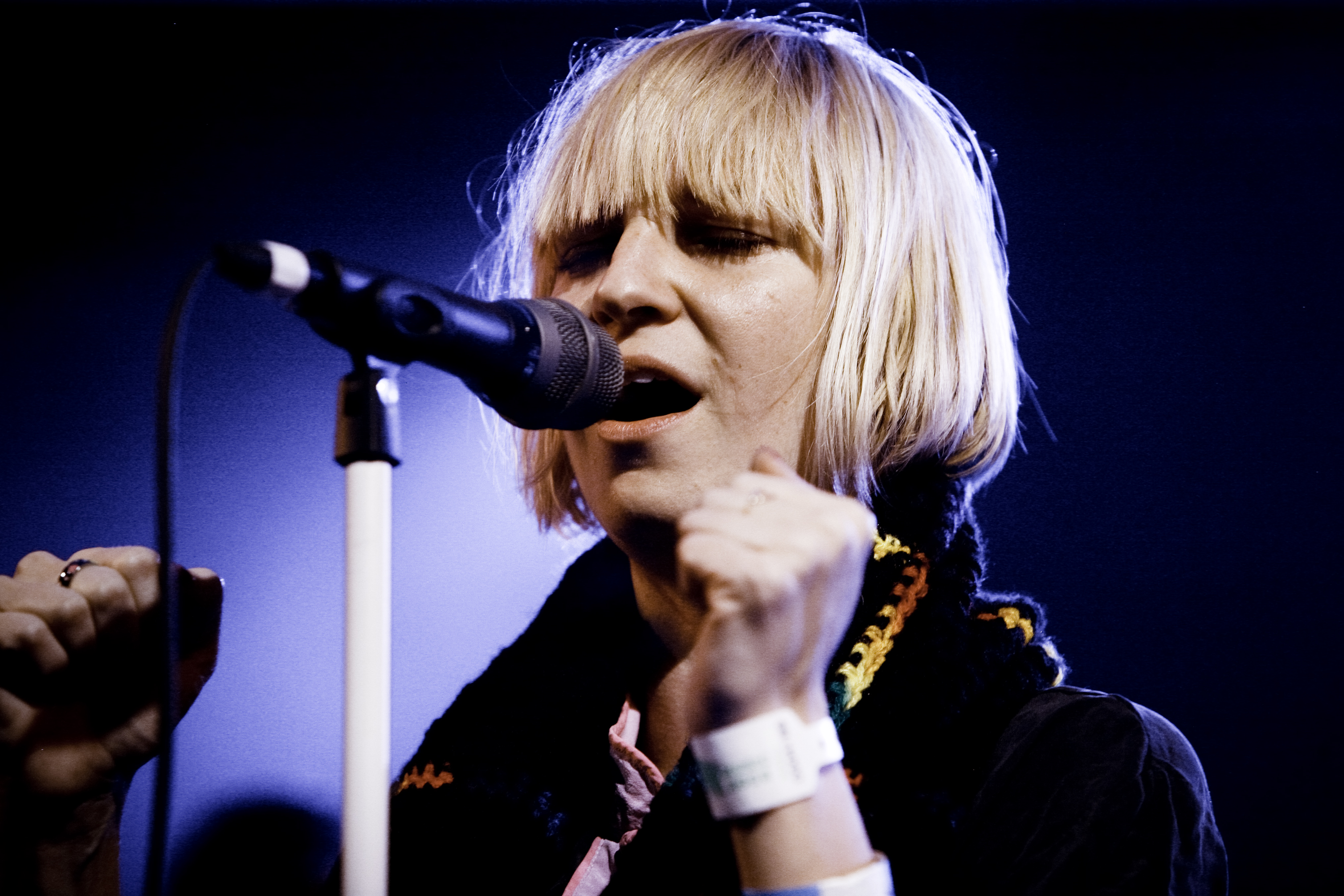
Sia tijdens een optreden op South by Southwest in 2008

In 2007 bracht Sia een livealbum uit genaamd Lady Croissant, dat acht nummers bevat van haar live optreden in Bowery Ballroom in New York en een in een studio opgenomen nummer. Ze verliet Zero 7 op een vriendschappelijke basis. Haar vierde studioalbum Some People Have Real Problems werd uitgebracht in 2008. Dit was Sia's eerste album dat in de Verenigde Staten in de hitlijsten terechtkwam. Van de vier singles kwam The Girl You Lost To Cocaine op nummer 11 in Nederland en nummer 12 in Spanje terecht. 
In mei 2009 bracht Sia TV Is My Parent uit op DVD, die het live concert bevat in New York's Hiro Ballroom, vier muziekvideo's en beelden van achter de schermen. Tijdens de ARIA Music awards van 2009 won Sia Best Music DVD voor TV Is My Parent en kreeg een nominatie voor Best Breakthrough Artist Album voor Some People Have Real Problems.
De Amerikaanse zangeres Christina Aguilera benaderde Sia voor het schrijven van ballads voor Aguilera's zesde studioalbum. Het uiteindelijke album Bionic bevat drie nummers mede geschreven door Sia. Later in 2010 schreef Sia Bound to You voor de film Burlesque met Aguilera en Cher. Het nummer werd tijdens de 68e Golden Globe Awards genomineerd voor Best Original Song. In mei 2011 verscheen Sia als adviseur voor coach en jurylid Aguilera tijdens de Amerikaanse versie van The Voice.
In juni 2010 bracht Sia haar vijfde studioalbum uit; We Are Born. Het album kwam op nummer 2 van de Australische hitlijsten. Clap Your Hands, een van de drie singles stond op nummer 10 in de Nederlandse Single Top 100 en werd genomineerd tijdens de APRA Music Awards. Tijdens de ARIA Music Awards in 2010 won het album in twee categorieën: Best Independent Release en Best Pop Release. Om het album te promoten tourde Sia door Australië, Amerika en Europa met de We Meaning You Tour. In 2012 bracht ze Best Of.. uit, een compilatiealbum met haar grootste hits.

### 2010–2013: Carrière als songwriter en algemenere bekendheid

Sia tijdens een optreden in 2011

Door het succes van We Are Born werd Sia oncomfortabel met haar groeiende bekendheid. Ze weigerde promotie te doen voor haar tournees, begon met het dragen van een masker op het podium en werd steeds meer afhankelijk van drugs en alcohol. Ook overwoog ze zelfmoord. Sia ontsloeg Enthoven als manager en ging verder met Jonathan Daniel, die voorstelde om liedjes te schrijven voor andere artiesten.
Sia trok zich terug als artiest en begon een carrière als songwriter. Ze schreef al snel het nummer Titanium voor Alicia Keys, maar het werd later naar David Guetta gestuurd. Hij bracht het nummer uit als single met Sia's originele demo vocalen. Sia was hier echter niet blij mee. Van 2011 tot 2013 schreef Sia veel nummers voor verschillende artiesten, waaronder Beyoncé, Kylie Minogue, Flo Rida en Rihanna. Haar samenwerking met Flo Rida, Wild Ones, piekte op nummer 5 in de Billboard Hot 100 en was wereldwijd het tiende best verkochte nummer van 2012.

### 2013-2014: Doorbraak met1000 Forms of Fear
In oktober 2013 bracht Sia samen met The Weeknd en Diplo het nummer Elastic Heart uit als soundtrack voor de Amerikaanse film The Hunger Games: Catching Fire. Ook was ze uitvoerend producent voor het debuut EP van Brooke Candy, en schreef hiervan aan drie nummers. In juli 2014 bracht Sia het album 1000 Forms of Fear uit. Wederom werkte ze hiervoor samen met Greg Kurstin. Het album debuteerde op nummer 1 in de Billboard 200 met 52.000 verkopen in de eerste week. In oktober 2015 kreeg het album de gouden status van de RIAA, wat 500.000 verkochte albums betekent. Het album kwam in Australië op nummer 1 en in de top 10 van verschillende Europese landen. In begin 2016 was van het album wereldwijd 1 miljoen stuks verkocht.
1000 Forms of Fear's hoofdsingle Chandelier werd goed ontvangen. In verschillende landen kwam het nummer in de hitlijsten te staan en in januari 2015 waren er in de Verenigde Staten alleen al 2 miljoen stuks verkocht. Sia bracht de singles Eye of the Needle, Big Girls Cry en een soloversie van Elastic Heart uit. Tijdens de Grammy Awards van 2015 werd Sia viermaal genomineerd met Chandelier; voor Record of the Year, Song of the Year, Best Pop Solo Performance en Best Music Video.
Voor optredens met het album 1000 Forms of Fear koos Sia ervoor om haar gezicht niet te laten zien. Dit door met haar rug naar het publiek te staan of achter een grote platina blonde pruik te verschuilen. In de muziekvideo's van het album en verschillende live optredens trad jeugddanseres Maddie Ziegler op als persona van Sia en droeg daarbij een pruik met blonde bob, vergelijkbaar met Sia's haarstijl. Sia verklaarde in een interview met Kristen Wiig dat ze geen "celebrity lifestyle" wilde en haar privacy graag wilde behouden. De video voor Elastic Heart veroorzaakte wat opstand, sommige mensen hadden een associatie met pedofilie bij de videoclip, waarin de minderjarige Ziegler danst met Shia LaBeouf. Sia verklaarde later dat dit niet de bedoeling was en verontschuldigde zich voor iedereen die aanstoot nam aan de video. De video van Chandelier kwam op plek 10 van de "greatest music video" van de jaren 10 volgens Billboard.
In 2014 werkte Sia ook mee aan de soundtrack van de verfilming van de Broadway-musical Annie. Sia schreef samen met producer Greg Kurstin drie nieuwe liedjes voor de film en herschreef liedjes uit de oorspronkelijke musical. Sia, Kurstin en Annie-regisseur Will Gluck werden genomineerd bij de 72e Golden Globe Awards voor Best Original Song voor een van de originele nummers van de film, Opportunity.

### 2015-2017:This is Acting

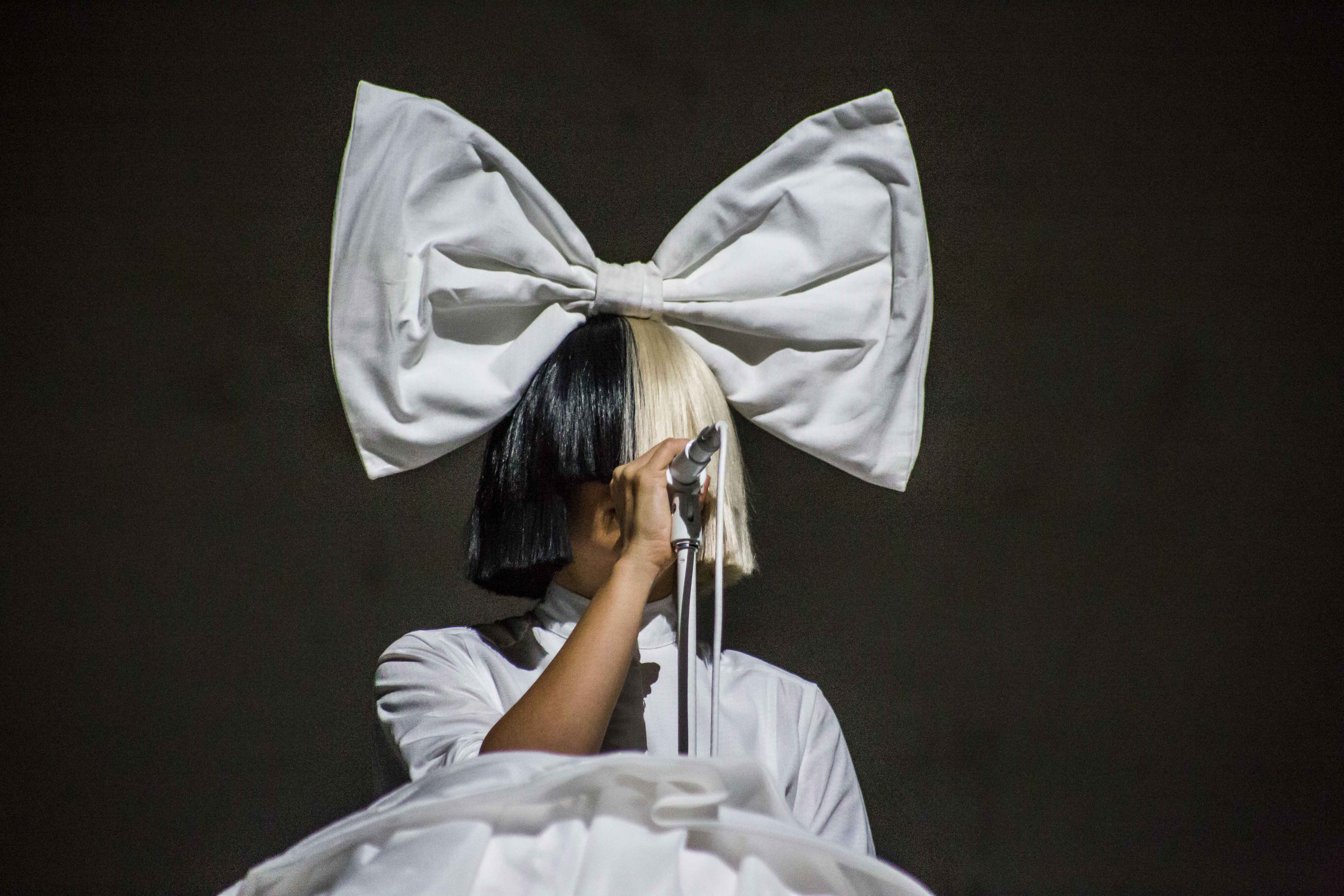
Sia in 2016; sinds 2014 bedekt ze haar gezicht tijdens optredens.

In februari 2016 bevestigde Sia dat ze het vervolgalbum op 1000 Forms of Fears had voltooid, getiteld This is Acting. Het album was wederom gemaakt met producer en mede-schrijver Greg Kurstin. Furler verklaarde dat ze 1000 Forms of Fear enkel had uitgebracht om onder haar contract uit te komen en van plan was daarna enkel weer voor andere artiesten te schrijven. Het album's succes had haar echter zo verbaasd dat ze door was gegaan met het schrijven van eigen muziek. Dezelfde maand bracht ze het album uit samen met een mobiel spel genaamd Bob Job. "Alive" van This is Acting werd mede geschreven door Adele en was eigenlijk bedoeld voor haar derde album.
In april 2016 gaf Sia een optreden op het Coachella festival in Californië. Haar optreden werd zeer positief onthaald en werd onder andere benoemd als "een van de grootste momenten in de 17-jarige geschiedenis van Coachella". Het optreden was haar eerste volledige concert sinds 2011. In juni van dat jaar gaf Sia een concert in het Red Rocks Amphitheatre in Colorado, onder andere met Ziegler. Van mei tot augustus gaf Sia verschillende optredens tijdens festivals of concerten in onder andere de Verenigde Staten, Portugal, Denemarken, Zweden, Finland, Hongarije, Roemenië, Polen, Verenigd Koninkrijk, Rusland, Libanon en Israël. In september 2016 bracht ze de "The Greatest" als single uit, met vocals van de Amerikaanse hiphop artiest Kendrick Lamar. Een muziekvideo met Ziegler werd dezelfde dag uitgebracht, de zesde video met de jeugddanseres.
Sia tourde met haar Nostalgic for the Present Tour door Noord-Amerika van september tot november 2016. Net als tijdens onder andere haar Coachella optreden zong Sia vanaf de achterkant van het podium met haar gezicht verborgen onder haar kenmerkende pruik. Haar dansers, waaronder Maddie Ziegler, dansden choreografie van Ryan Heffington voor schermen waarop dezelfde choreografie te zien was. De tour kreeg goede recensies.  Sia bracht de deluxe editie van This is Acting uit in oktober 2016 met drie nieuwe nummers, een remix van "Move your Body" en een soloversie van "The Greatest". Ze werd genomineerd voor drie Grammy Awards in 2017. Ook schreef en zong ze de platina single "Dusk Till Dawn" met Zayn Malik.

### 2017–heden:Everyday Is ChristmasenLSD
In 2017 veranderde Sia van RCA Records naar Atlantic Records. Hier bracht ze in november 2017 een kerstalbum uit; Everyday Is Christmas. Het album bevat originele nummers wederom geproduceerd en mede geschreven door Greg Kurstin. Ze promote het album met de singles "Santa's Coming for Us" en "Snowman". Ook trad ze op tijdens The Voice en The Ellen DeGeneres Show met Maddie Ziegler. 
In 2018 bracht Sia samen met de Engelse muzikant Labrinth en Amerikaanse DJ Diplo de EP Mountaina uit. Dit deden ze onder de naam LSD. In april van 2019 brachten ze het album Labrinth, Sia & Diplo Present... LSD uit, dat de vier nummers van de EP bevat, vijf nieuwe nummers en een remix van hun eerder uitgebrachte nummer "Genius" met Lil Wayne.

### Privé
Sia was van 2014 tot 2016 getrouwd. Ze trouwde in 2023 met haar tweede echtgenoot.
Sia is een nicht van zanger Peter Furler.

## Discografie

### Albums
| Album met eventuele hitnotering(en) in de Nederlandse Album Top 100 | Datum van verschijnen | Datum van binnenkomst | Hoogste positie | Aantal weken | Opmerkingen |
| ------------------------------------------------------------------- | --------------------- | --------------------- | --------------- | ------------ | ----------- |
| OnlySee                                                             | 23-12-1997            | -                     | -               | -            |             |
| Healing Is Difficult                                                | 09-07-2001            | -                     | -               | -            |             |
| Colour The Small One                                                | 19-01-2004            | -                     | -               | -            |             |
| Some People Have Real Problems                                      | 18-06-2010            | -                     | -               | -            |             |
| We Are Born                                                         | 18-06-2010            | 26-06-2010            | 13              | 14           |             |
| 1000 Forms of Fear                                                  | 04-07-2014            | 12-07-2014            | 22              | 17           |             |
| This Is Acting                                                      | 29-01-2016            | 06-02-2016            | 9               | 71           |             |
| Everyday Is Christmas                                               | 17-11-2017            | 25-11-2017            | 9               | 16           |             |
| Labrinth, Sia & Diplo Present… LSD (LSD ft. Sia, Diplo & Labrinth)  | 12-04-2019            | 20-04-2019            | 16              | 6            |             |
| Music – Songs from and Inspired by the Motion Picture               | 12-02-2021            | 27-02-2021            | 15              | 14*          |             |
| Reasonable Woman                                                    | 03-05-2024            |                       |                 |              |             |

| Album met hitnotering(en) in de Vlaamse Ultratop 200 albums        | Datum van verschijnen | Datum van binnenkomst | Hoogste positie | Aantal weken | Opmerkingen |
| ------------------------------------------------------------------ | --------------------- | --------------------- | --------------- | ------------ | ----------- |
| OnlySee                                                            | 23-12-1997            | -                     | -               | -            |             |
| Healing Is Difficult                                               | 09-07-2001            | -                     | -               | -            |             |
| Colour The Small One                                               | 19-01-2004            | -                     | -               | -            |             |
| Some People Have Real Problems                                     | 08-01-2008            | 14-02-2009            | 83              | 3            |             |
| We Are Born                                                        | 18-06-2010            | 03-07-2010            | 80              | 2            |             |
| 1000 Forms Of Fear                                                 | 04-07-2014            | 12-07-2014            | 34              | 74           |             |
| This Is Acting                                                     | 29-01-2016            | 06-02-2016            | 11              | 119*         |             |
| Everyday Is Christmas                                              | 2017                  | 25-11-2017            | 33              | 10           |             |
| Labrinth, Sia & Diplo Present… LSD (LSD ft. Sia, Diplo & Labrinth) | 12-04-2019            | 20-04-2019            | 72              | 3            |             |
| Music – Songs from and Inspired by the Motion Picture              | 12-02-2021            | 20-02-2021            | 111             | 1            |             |

### Singles
| Single met eventuele hitnotering(en) in de Nederlandse Top 40 | Datum van verschijnen | Datum van binnenkomst | Hoogste positie | Aantal weken | Opmerkingen                                                  |
| ------------------------------------------------------------- | --------------------- | --------------------- | --------------- | ------------ | ------------------------------------------------------------ |
| Drink To Get Drunk (Sia vs. Different Gear)                   | 2001                  | -                     | -               | -            | Nr. 85 in de Single Top 100                                  |
| The Girl You Lost To Cocaine                                  | 2008                  | 08-03-2008            | 14              | 11           | Nr. 11 in de Single Top 100                                  |
| Clap Your Hands                                               | 2010                  | 29-05-2010            | 5               | 17           | Nr. 10 in de Single Top 100                                  |
| You've Changed                                                | 2010                  | 25-09-2010            | 33              | 3            | Nr. 95 in de Single Top 100                                  |
| Titanium (David Guetta ft. Sia)                               | 2011                  | 20-08-2011            | 2               | 22           | Nr. 4 in de Single Top 100 / Alarmschijf                     |
| Wild Ones (Flo Rida ft. Sia)                                  | 2011                  | 14-01-2012            | 7               | 21           | Nr. 15 in de Single Top 100                                  |
| She Wolf (Falling To Pieces) (David Guetta ft. Sia)           | 2012                  | 25-08-2012            | 11              | 23           | Nr. 6 in de Single Top 100 / Alarmschijf                     |
| Elastic Heart (met The Weeknd & Diplo)                        | 2013                  | -                     | tip 11          | -            | Nr. 46 in de Single Top 100                                  |
| Chandelier                                                    | 2014                  | 05-04-2014            | 38              | 2            | Nr. 27 in de Single Top 100 / Alarmschijf                    |
| Guts Over Fear (Eminem ft. Sia)                               | 2014                  | -                     | tip 12          | -            |                                                              |
| Bang My Head (David Guetta ft. Sia & Fetty Wap)               | 2015                  | 30-01-2016            | 26              | 4            | Nr. 19 in de Single Top 100                                  |
| Cheap Thrills (met Sean Paul)                                 | 2016                  | 12-03-2016            | 3               | 29           | Nr. 3 in de Single Top 100                                   |
| Bird Set Free                                                 | 2016                  | -                     | tip 29          | -            |                                                              |
| The Greatest (met Kendrick Lamar)                             | 2016                  | 17-09-2016            | 4               | 21           | Nr. 8 in de Single Top 100 / Alarmschijf                     |
| Never Give Up                                                 | 2017                  | 04-02-2017            | 22              | 11           | Nr. 77 in de Single Top 100 / Alarmschijf                    |
| Waterfall (Stargate ft. P!nk & Sia)                           | 2017                  | -                     | tip 1           | -            |                                                              |
| Dusk Till Dawn (Zayn ft. Sia)                                 | 2017                  | 23-09-2017            | 3               | 26           | Nr. 7 in de Single Top 100 / Alarmschijf                     |
| Santa's Coming For Us                                         | 2017                  | -                     | tip 17          | -            | Nr. 66 in de Single Top 100                                  |
| Snowman                                                       | 2017                  | -                     | -               | -            | Nr. 25 in de Single Top 100                                  |
| Flames (David Guetta & Sia)                                   | 2018                  | 07-04-2018            | 2               | 24           | Nr. 4 in de Single Top 100                                   |
| Audio (LSD ft. Sia, Diplo & Labrinth)                         | 2018                  | -                     | -               | -            | Nr. 71 in de Single Top 100                                  |
| Thunderclouds (LSD ft. Sia, Diplo & Labrinth)                 | 2018                  | -                     | tip 5           | -            |                                                              |
| I'm Still Here                                                | 2018                  | -                     | tip 16          | -            |                                                              |
| Together                                                      | 2020                  | -                     | tip 13          | -            | Soundtrack Music                                             |
| Let's Love (David Guetta & Sia)                               | 2020                  | 19-09-2020            | 7               | 24           | Nr. 37 in de Single Top 100 / Alarmschijf                    |
| Floating through space (Sia & David Guetta)                   | 2021                  | 13-02-2021            | 8               | 16*          | Nr. 18 in de Single Top 100 / Alarmschijf / Soundtrack Music |
| Titans (Major Lazer, ft. Sia & Labrinth)                      | 2021                  | -                     | tip19           | -            |                                                              |
| Dynamite (Sean Paul & Sia)                                    | 2021                  | 23-10-2021            | tip13           | 5            |                                                              |
| Gimme Love                                                    | 2023                  | 16-09-2023            | tip24           | 3            |                                                              |
| Beautiful People (David Guetta ft. Sia)                       | 2025                  | 07-03-2025            | 4               | 19           |                                                              |

| Single met hitnotering(en) in de Vlaamse Ultratop 50 | Datum van verschijnen | Datum van binnenkomst | Hoogste positie | Aantal weken | Opmerkingen      |
| ---------------------------------------------------- | --------------------- | --------------------- | --------------- | ------------ | ---------------- |
| Drink To Get Drunk (Sia vs. Different Gear)          | 2001                  | -                     | tip 5           | -            |                  |
| Soon We'll Be Found                                  | 2009                  | -                     | tip 17          | -            |                  |
| Buttons                                              | 2009                  | -                     | tip 16          | -            |                  |
| Clap Your Hands                                      | 2010                  | -                     | tip 8           | -            |                  |
| Titanium (David Guetta ft. Sia)                      | 2011                  | 20-08-2011            | 10              | 31           | Goud             |
| Wild Ones (Flo Rida ft. Sia)                         | 2011                  | 03-03-2012            | 8               | 15           |                  |
| She Wolf (Falling To Pieces) (David Guetta ft. Sia)  | 2012                  | 01-09-2012            | 7               | 23           | Goud             |
| Battle Cry (Angel Haze ft. Sia)                      | 2014                  | -                     | tip 79          | -            |                  |
| Chandelier                                           | 2014                  | 07-06-2014            | 8               | 22           | Platina          |
| Guts Over Fear (Eminem ft. Sia)                      | 2014                  | -                     | tip 15          | -            |                  |
| You're Never Fully Dressed Without A Smile           | 2014                  | -                     | tip 7           | -            |                  |
| Elastic Heart                                        | 2015                  | -                     | 35              | 10           |                  |
| Big Girls Cry                                        | 2014                  | 18-04-2015            | tip 54          | -            |                  |
| Fire Meet Gasoline                                   | 2015                  | -                     | tip 12          | -            |                  |
| Golden (Travie McCoy ft. Sia)                        | 2015                  | -                     | tip 74          | -            |                  |
| Alive                                                | 2015                  | 03-10-2015            | 49              | 3            |                  |
| Bang My Head (David Guetta ft. Sia & Fetty Wap)      | 2015                  | 05-12-2015            | 25              | 14           | Goud             |
| Cheap Thrills (met Sean Paul)                        | 2016                  | 12-03-2016            | 3               | 27           | 3x Platina       |
| Je Te Pardonne (Maître Gims ft. Sia)                 | 2016                  | -                     | tip             | -            |                  |
| The Greatest (met Kendrick Lamar)                    | 2016                  | 17-09-2016            | 7               | 21           | Platina          |
| Never Give Up                                        | 2016                  | -                     | tip             | -            |                  |
| Move Your Body                                       | 2016                  | -                     | tip 11          | -            |                  |
| Helium                                               | 2017                  | 04-03-2017            | 29              | 6            |                  |
| Waterfall (Stargate ft. P!nk & Sia)                  | 2017                  | -                     | tip 34          | -            |                  |
| Dusk Till Dawn (Zayn ft. Sia)                        | 2017                  | 23-09-2017            | 5               | 25           | Platina          |
| Candy Cane Lane                                      | 2017                  | -                     | tip 37          | -            |                  |
| Ho, Ho, Ho                                           | 2017                  | -                     | tip             | -            |                  |
| Santa's Coming For Us                                | 2017                  | 30-12-2017            | 45              | 1            |                  |
| Helium (Sia vs. David Guetta & Afrojack)             | 2018                  | -                     | tip             | -            |                  |
| Flames (David Guetta & Sia)                          | 2018                  | 28-04-2018            | 7               | 22           | Goud             |
| Genius (LSD (Labrinth / Sia / Diplo))                | 2018                  | -                     | tip             | -            |                  |
| Audio (LSD (Labrinth / Sia / Diplo))                 | 2018                  | -                     | tip             | -            |                  |
| Thunderclouds (LSD (Labrinth / Sia / Diplo))         | 2018                  | -                     | tip 1           | -            |                  |
| No New Friends (LSD (Labrinth / Sia / Diplo))        | 2019                  | -                     | tip             | -            |                  |
| Unstoppable                                          | 2020                  | 18-01-2020            | 21              | 20           | Goud             |
| On (BTS ft. Sia)                                     | 2020                  | -                     | tip20           | -            |                  |
| Let's Love (David Guetta & Sia)                      | 2020                  | 19-09-2020            | 15              | 23           |                  |
| Courage to Change                                    | 2020                  | -                     | tip             | -            | Soundtrack Music |
| Floating through space (Sia & David Guetta)          | 2021                  | -                     | tip2            | -            | Soundtrack Music |
| Titans (Major Lazer, ft. Sia & Labrinth)             | 2021                  | -                     | tip             | -            |                  |
| Snowman                                              | 2017                  | 31-12-2022            | 19              | 5*           |                  |
| Gimme Love                                           | 2023                  | 16-09-2023            | 22              | 20           | Goud             |
| Beautiful People (David Guetta ft. Sia)              | 2025                  | 07-03-2025            | 8               | 20*          |                  |

### NPO Radio 2 Top 2000
| Nummers met noteringen in de NPO Radio 2 Top 2000 | '14 | '15  | '16  | '17  | '18  | '19 | '20 | '21 | '22 | '23 | '24  |
| ------------------------------------------------- | --- | ---- | ---- | ---- | ---- | --- | --- | --- | --- | --- | ---- |
| Chandelier                                        | -   | 1515 | 455  | 395  | 439  | 491 | 584 | 681 | 682 | 763 | 974  |
| The Greatest                                      | ×   | ×    | -    | 1335 | 1542 | -   | -   | -   | -   | -   | -    |
| Titanium (met David Guetta)                       | 910 | 794  | 1008 | 1189 | 801  | 887 | 791 | 757 | 785 | 787 | 940  |
| Unstoppable                                       | ×   | ×    | -    | -    | -    | -   | -   | -   | -   | -   | 1683 |

1. ↑  Een '-' betekent dat het nummer niet was genoteerd, een '×' betekent dat het nummer nog niet was uitgebracht en een vetgedrukt getal geeft de hoogste notering van een nummer aan.
2. ↑  2014 was het eerste jaar met een notering voor Sia.

### Dvd's
- 2009: Tv Is My Parent — Concertregistratie van de Some People Have Real Problems tour.

## Videoclips
- 2000: Taken For Granted
- 2000: Little Man
- 2004: Don't Bring Me Down
- 2004: Breathe Me
- 2005: Numb
- 2006: Pictures
- 2007: Day To Soon
- 2008: The Girl You Lost To Cocaine
- 2008: Soon We'll Be Found
- 2008: Buttons
- 2009: You've Changed
- 2010: Clap Your Hands
- 2010: I'm In Here
- 2012: Titanium, met David Guetta
- 2012: Wild Ones, met Flo-rida
- 2012: She Wolf (Falling to Pieces), met David Guetta
- 2014: Chandelier
- 2014: Guts over Fear, met Eminem
- 2015: Elastic Heart
- 2015: Big girls cry
- 2015: Déjà vu, met Giorgio Moroder
- 2015: Fire Meet Gasoline, door Heidi Klum
- 2015: Alive
- 2015: Bird set free
- 2016: Cheap Thrills, met Sean Paul
- 2016: The Greatest
- 2017: Never Give Up
- 2018: Thunderclouds
- 2020: ON (BTS) feat. Sia